# 低翼機

参考図1：低翼機。

低翼機 (ていよくき) とは、航空機の形式の一種で、主な固定翼を一枚しか持たない単葉機のうち、胴体の下端付近に主翼が取り付けられている航空機を意味する。胴体の上端に主翼が位置する高翼機（参考図1）や、胴体中段に位置する中翼機（de）、左右一体型の主翼が傘のように胴体上方に置かれているパラソル翼機（en、参考図2）との対比で用いられる分類である。

## 特性
機体下部に翼を設置することで飛行時の運動性を増すことが可能となるが、逆に言えば安定性を損なうことになる。そのためレシプロ機時代の戦闘機や曲技飛行機に採用されてきた。降着装置を主翼に装着する形式の飛行機の場合、地面との距離が小さいために降着装置の脚部を短くできる。また、空気抵抗を高翼機よりも減らすことが可能になる。低翼機は離着陸時などの低空飛行時に地面効果が大きい。低翼を含め主翼より高い位置に取り付けられた先尾翼を除く尾翼は、迎え角を取った飛行時に主翼後流の影響を受ける事がある。
主翼の取り付け位置が低いために、主翼の前下方にマウントされたエンジン騒音を翼でさえぎることが可能で、民間の旅客機では人が乗ることになる胴体部分に直接に騒音が当たってしまうことを避ける事ができる。但し地上の見晴らしが悪い客席が生ずる上、プロペラ旅客機では主翼面よりエンジン・プロペラが若干上に取り付く事が多いのでデメリットとなる。エンジンを翼下に装備する場合には客室への騒音を減らし、左右の主翼を結合する縦貫材が胴体の下にあって中翼機より空間を確保でき、高強度・大質量の主翼・床構造・降着装置を一体化・隣接化し軽量化できるので、現在でも大半のジェット旅客機・ビジネスジェット機など、民間機で多く採用される。こうした民間向旅客輸送低翼機をベースに、胴体を大径にした大物輸送機が少数ではあるが生産運用されている（基本的に高翼機をベースにすることはない）。
逆に荷室・客室騒音に対する配慮が不要で、整備状態の悪い飛行場での運用を配慮しなければならない軍用輸送機では、エンジンへの異物吸い込みの可能性が増し、プロペラと異物の衝突の可能性が増し、胴体下部又は主翼に設置された降着装置が長く・脆弱に・重くなってしまうので、ジェットエンジン・ターボプロップ実用化以後低翼軍用輸送機は減少した。またターボプロップはレシプロエンジンより高出力化が容易で、大径のプロペラが使われるので、地上との干渉を避け、胴体下部・側部に取り付けた降着装置を短く軽量に収める為、小型プロペラ旅客機でも低翼機が減少した。
主翼が後退翼ないしデルタ翼のエンテ型において、前翼と主翼をごく近接して配置すると、先尾翼が生じさせた渦が主翼上面の気流の剥離を遅らせることにより、高迎角時の失速を防ぎ、揚力を増大させることができるので、主翼を低翼にする場合が多い。
初期ステルス機のB-1 (航空機)（特に量産された「B」型）やF-117（及び試作機ハブ・ブルー）や技術実証機ノースロップ タシット・ブルーは、地上レーダーサイトに対するステルス性を配慮した低翼機だが、機体規模に対し大型の武装・増槽などを主翼下に搭載する事に備えた場合、低翼戦闘爆撃機は降着装置を延ばしておく必要があるので、以後はステルス機においても低翼機はマイナーに留まる。